# Kanton bośniacko-podriński
Kanton bośniacko-podriński – jeden z dziesięciu kantonów Federacji Bośni i Hercegowiny; jeden z mniejszych w skali kraju. Jego stolicą jest Goražde.

## Położenie
Kanton jest położony w południowo-wschodniej części kraju.

## Stosunki narodowościowe
- Bośniacy – 34 743 (98,6%)
- Serbowie – 418 (1,2%)
- Chorwaci – 50 (0,1%)
- inni – 35 (0,1%)